# Чемпионат России по футболу
Чемпиона́т Росси́и по футбо́лу (официальное название по регламенту с сезона-2022/2023 «Мир Российская премьер-лига (Чемпионат России по футболу среди команд клубов премьер-лиги)») — высший дивизион системы футбольных лиг России.
В соревновании участвуют 16 клубов Российской премьер-лиги, имеющие на момент старта сезона лицензию РФС I. После каждого сезона клубы, занявшие 15-е и 16-е места, переводятся в Первую лигу, а их места занимают две сильнейшие команды этого первенства. Клубы занявшие 13-е и 14-е места, играют стыковые матчи с командами Первой лиги (3-е и 4-е места), победившие команды участвуют в розыгрыше РПЛ следующего сезона. Первый чемпионат России был проведён в 1992 году, до 1997 года включительно турнир назывался Вы́сшей ли́гой, в 1998 году был переименован в Вы́сший дивизио́н. До 2001 года чемпионат России управлялся Профессиональной футбольной лигой, с 2002 года за организацию соревнований стала отвечать специально созданная для этого Российская футбольная премьер-лига, и в 2002—2018 годах соревнования носили название РФПЛ — Росси́йская Футбо́льная премье́р-ли́га, в 2018 году турнир был переименован в Росси́йскую Премье́р-Ли́гу (РПЛ).
Чемпион и вице-чемпион РПЛ до полномасштабного вторжения на Украину в 2022 году принимали участие в Лиге чемпионов УЕФА следующего сезона: первая команда сразу отправлялась в групповой этап турнира, а вторая начинала свой путь с третьего (предпоследнего) отборочного раунда. Команды, занявшие 3-е и 4-е места, выходили в Лигу конференций. В Лигу Европы отправлялся обладатель Кубка России, но в случае, если Кубок завоёвывает команда, которая в параллельно проходящем чемпионате заняла 1—2-е место, то место в Лиге Европы «от кубка» передаётся команде, занявшей 3-ю позицию в чемпионате, в этом случае место в 3-м квалификационном раунде Лиги конференций предоставляется команде, занявшей 4-е место в чемпионате, а команда, занявшая 5-е место, начинает с 2-го квалификационного раунда Лиги конференций. Такая схема распределения еврокубковых мест действовала в отношении России, начиная с сезона 2021/2022 годов в связи с падением страны на восьмое место в рейтинге (таблице) коэффициентов УЕФА, а также введением нового (третьего) еврокубкового турнира — Лиги конференций. Ранее российский футбол оказывался на такой позиции в сезоне 2014/2015, однако тогда в розыгрышах еврокубков участвовало 6 команд (2 — в Лиге чемпионов, 4 — в Лиге Европы). С 28 февраля 2022 года Россия исключена из турниров УЕФА на неопределённый срок.
В 1992—2010 годах чемпионат проводился по системе «весна—осень». В 2010 году новым руководством РФС система проведения чемпионата была реформирована: 20-й чемпионат страны стартовал весной 2011 года, был проведён в два этапа (с разделением на две «восьмёрки» после двух кругов) и завершился весной 2012 года. Летом того же года началось новое первенство. Таким образом, с 2012 года чемпионат России по футболу проводится по системе «осень—весна».
Действующий чемпион — ФК «Краснодар».

## История

### Истоки образования
Развитие российского футбола началось с 1896 года, когда был официально утверждён устав «Клуба любителей спорта» (первой русской футбольной команды), сокращённо «КЛС», или, как его начали называть тогда — клуб «Спорт». 24 (12 по старому стилю) октября 1897 года в Петербурге состоялся первый футбольный матч между командами «Кружка любителей спорта» и «Василеостровского общества футболистов». Регламентированное время матча совпадало с современными правилами — полтора часа с одним перерывом. Встреча, проходившая на плацу Первого кадетского корпуса, закончилась со счётом 6:0 в пользу «василеостровцев». «Василеостровское общество футболистов» существовало к тому времени уже шесть лет, и состав его в подавляющем большинстве был представлен иностранными, прежде всего английскими, игроками. Уже в начале 20 века в крупных городах российской империи — одна за другой — появляются футбольные лиги.

#### Российская империя
Регулярные футбольные турниры на территории Российской империи первоначально проводились только в Санкт-Петербурге. К 1901 году число футбольных клубов настолько выросло, что назрела необходимость их объединения. В том же году был проведён первый чемпионат. В рамках первенства разыгрывался кубок Аспдена, названный по имени английского предпринимателя, учредившего приз. Оспаривать который тогда вызвались три команды: «Виктория», Невский клуб и «Невка». Кубок выиграла «Невка», в составе которой были одни иностранцы. Если говорить о правилах, то матчи той поры отличались необычайной жестокостью. Игроки боролись по колено в грязи, играли практически без правил. Поэтому футболисты частенько покидали поле без зубов, с разбитыми руками и ногами. Периоде 1900 по 1910 год в истории русского футбола был характерен количественным ростом футбольных команд и клубов.
С начала 10-х годов XX века городские чемпионаты начинают проводиться во многих городах империи, в том числе и в Москве. Первой футбольной организацией в Москве был «Сокольнический кружок футболистов» (Ширяево поле). В 1910 году русские футболисты впервые вышли на международную арену, сыграв с командой клуба «Коринтианс» из Праги. В 1911 году был организован Всероссийский футбольный союз.
В 1912—1914 годах футбольным союзом проводились чемпионаты между командами городов. В 1912 году союз вступил в ФИФА, теперь российские футболисты могли участвовать в официальных международных соревнованиях. Чемпионами становились команды Санкт-Петербурга в 1912, Одессы в 1913 (результат аннулирован).

### 1920—1991. РСФСР, СССР
После революции в Советской России были проведены чемпионаты 1920 и 1922. После образования СССР 30 декабря 1922 года стали проводиться чемпионаты СССР. Первенство проходило лишь раз в 3—4 года. 7 июня 1923 года постановлением Президиума ВЦИК был создан ВСФК (Всероссийский совет по физической культуре) РСФСР, который в скором времени сформировал городские и губернские советы по физической культуре. Именно им поручались реформирование футбольных клубов и организация соревнований. В том же году состоялся первый в истории футбола СССР чемпионат для сборных команд страны. Через год после этого была сформирована сборная страны из лучших игроков команд. 26 мая 1929 года состоялся первый радиорепортаж с московского стадиона «Динамо» о матче сборных команд Москвы и Украины на первенство СССР, который вёл радиокомментатор Вадим Сенявский. В 1935 году был проведён последний чемпионат СССР по футболу среди сборных команд городов. Команды были поделены по 2-м группам, победила сборная Москвы.
С 1936 года чемпионат стали проводить ежегодно, тогда же в нём приняли участие и первые футбольные клубы. Команды были разделены на четыре группы (лиги), в первую попали четыре клуба из Москвы, два — из Ленинграда и один — из Киева. Турнир проводился по круговой системе. Именно в эти годы в историю советского футбола вошли имена легендарных братьев Старостиных, главным детищем которых стала футбольная команда «Спартак». Именно благодаря усилиям этих четырёх людей «Спартак» стал поистине «народной» командой, поддерживаемой миллионами болельщиков. 22 мая 1936 года сыгран первый матч первого весеннего чемпионата СССР по футболу среди клубных команд. Матч состоялся в Ленинграде между командами «Динамо» (Ленинград) против «Локомотив» (Москва), победили ленинградцы со счётом 3:1. Исторический первый мяч, в первой игре первого чемпионата, в ворота команды ленинградского «Динамо», её вратарю Александру Кузьминскому, опрометчиво выбежавшему далеко из ворот, забил в начале игры, левый полузащитник московского «Локомотива» Виктор Лавров, один из популярнейших в 30-е годы футболист. В 1937 году московское «Динамо», впервые в СССР, одновременно победила и в играх чемпионата страны по футболу, и выиграла Кубок СССР в одном сезоне. В 1938 году в Тбилиси был проведён первый всесоюзный сбор тренеров, а также была открыта Высшая школа тренеров по футболу. В этом же году был впервые опубликован список «55 лучших футболистов СССР» по итогам футбольного сезона. В апреле 1941 года стартовал седьмой, последний предвоенный, чемпионат СССР по футболу, который был прерван 22 июня того же года. С 13 мая по 22 сентября 1945 года был проведён первый послевоенный чемпионат СССР по футболу, который выиграло московское «Динамо». С этого года ведущие клубы были включены в группу «№ 1». В 1947 году впервые победителю первенства, вместе с переходящим призом — знаменем чемпиона, вручались золотые медали, а команды, занявшие 2-е и 3-е места, награждались серебряными и бронзовыми медалями. В 1948 году московский динамовец Сергей Соловьёв, установил рекорд «скорострельности», забив в ворота московского «Торпедо» 3 мяча за три минуты. В 1950 году состоялась первая, в СССР, трансляция футбольного матча по телевидению. В 1964 году Бюро президиума Центрального совета Союза спортивных обществ и организаций СССР, приняло правила игры в футбол, идентичные международным. В 1976 году московское «Динамо» стало первой командой, которая сыграла 1000 матчей в чемпионатах СССР. 16 октября 1987 года, нападающий киевского «Динамо» Олег Блохин в матче с ереванским «Араратом» на стадионе «Раздан» установил рекорд по количеству сыгранных им матчей в высшей лиге чемпионатов СССР. Всего в высшей лиге он сыграл 432 матча. 2 ноября 1991 года завершился последний чемпионат СССР, среди команд высшей лиги. Последним чемпионом в истории советского футбола стала московская команда ЦСКА.

### Современная история (с 1991)
После распада СССР в 1991 году бывшие советские республики начали проводить независимые футбольные чемпионаты. В советской Высшей лиге было недостаточно российских клубов, чтобы составить лигу. Поэтому в 1992 году в российской Высшей лиге соревновались 20 российских клубов из высшей (6 команд), первой (11) и второй (3) лиг чемпионата СССР. Для уменьшения общего числа матчей команды были разделены на две группы. Количество команд в Высшей лиге было постепенно сокращено: 18 в 1993 году и 16 в 1994 году. С тех пор Высший дивизион (и Премьер-Лига) состоит из 16 клубов, за исключением эксперимента в 1996 и 1997 годах, когда команд было на две больше.
В первую десятилетку существования российского первенства доминирующей силой в Высшем дивизионе был «Спартак» (Москва), выигравший девять чемпионатов за десять лет. Единственный, кроме «Спартака», клуб, ставший за это время чемпионом — «Спартак-Алания» (Владикавказ) (в 1995 году). Среди матчей, олицетворяющих противостояние этих клубов, — игра за чемпионский титул («золотой матч») 1996 года, выигранная московским клубом.
В общей сложности в чемпионатах России в разные годы выступали 50 команд, представлявших 33 субъекта Российской Федерации:
- Москва (7 команд)
- Краснодарский край (5)
- Нижегородская область, Самарская область (3)
- Московская область, Волгоградская область, Приморский край, Дагестан, Татарстан (2)
- Санкт-Петербург, Ростовская область, Ярославская область, Свердловская область, Калининградская область, Воронежская область, Новосибирская область, Оренбургская область, Томская область, Тульская область, Тюменская область, Саратовская область, Ставропольский край, Пермский край, Северная Осетия, Калмыкия, Кабардино-Балкария, Чечня, Мордовия, Башкортостан, Ленинградская область, Хабаровский край, Красноярский край, Тамбовская область (1).

С 1998 года по 2001 соревнование носило название «Высший дивизион».

#### Создание РФПЛ (2001)
Российская футбольная премьер-лига была организована в 2001 году на базе Высшего дивизиона. Различие заключается в том, что Высший дивизион управлялся Профессиональной футбольной лигой, и создание Премьер-Лиги позволило клубам получить бо́льшую степень независимости. Дважды для определения сильнейшего по итогам чемпионата России приходилось назначать так называемый «Золотой матч», в котором золотые медали оспаривали две лучшие команды сезона, набравшие одинаковое количество очков. Так в 1996 году московский «Спартак» в Санкт-Петербурге оказался сильнее владикавказской «Алании» (2:1). Первым чемпионом Премьер-Лиги стал московский «Локомотив», обыграв в 2002 году в «золотом матче» ЦСКА. Позже «Золотой матч» был отменён. В 2007 году петербургский «Зенит» впервые в своё истории стал сильнейшим клубом России, выиграв золотые медали чемпионата. В 2008 году чемпионом России стал казанский «Рубин». В 2017 году «красно-белые» прервали бестрофейный период, завоевав титул чемпиона страны и впервые завоевав Суперкубок России.

#### Ребрендинг (2018)
В рамках подготовки к сезону 2018/2019, а также в связи с истечением срока контракта спонсора Росгосстрах, было решено провести ребрендинг, в котором был представлен новый логотип, а турнир стал называться Российская Премьер-Лига (РПЛ). Задачу разработки нового бренда лига начала реализовывать ещё в 2016 году. Этим занимается специально созданная рабочая группа, в которую входят представители всех московских клубов, «Зенита» и «Краснодара». К участию в ребрендинге руководство лиги пригласило несколько российских и иностранных компаний. По итогам конкурса победила студия Артемия Лебедева. Новый бренд должен визуально решать стратегическую задачу — стать интуитивно понятнее и моложе. Новый логотип представляет собой медведя, вписанного в пятиугольник, логотип выполнен в цветах российского флага — красном и синем. Красные глаза медведя символизируют «горящие от страсти» глаза (однако, в дальнейшем глаза медведя стали белыми). Перед тем как его создать, разработчики опросили широкую аудиторию, провели обсуждение в группах. Они исходили из того, что логотип должен быть символичным и понятным, гармонично существовать в среде коммуникаций.

Цель — визуальным языком выразить задачи, поставленные на стратегическом уровне: стать моложе, интуитивнее, понятнее, ориентированными на людей и погружёнными в контекст индустрии зрелищ и развлечений. Суть — стремление спортивного соревнования стать зрелищным продуктом— заявил коммерческий директор лиги Павел Суворов

## Формат проведения

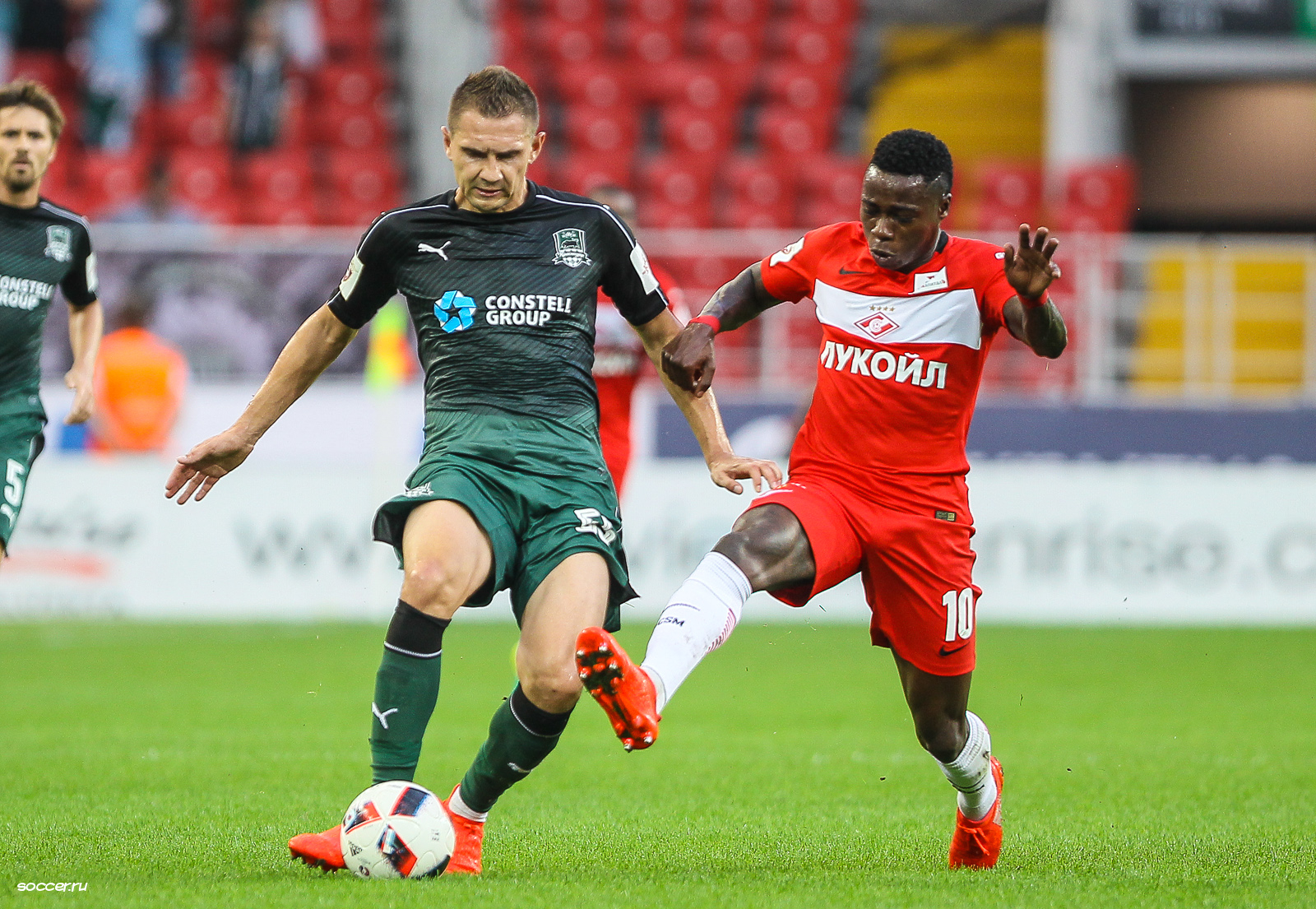
Матч между «Спартаком» и «Краснодаром» 2016 года

Чемпионат России по футболу проводится по принципу «каждый с каждым» в два круга, на своём поле и поле соперника. В течение сезона команды проводят 30 игр — по 15 дома и на выезде. Победа в матче приносит клубу 3 очка, ничья — одно, за поражение команда не получает очков. Итоговое положение команд с сезона 2019/20 определяется следующими критериями:
- количество набранных очков (основной критерий);
- по результатам игр между собой (число очков, количество побед, разность забитых и пропущенных мячей, число забитых мячей);
- по наибольшему числу побед во всех матчах;
- по лучшей разности забитых и пропущенных мячей во всех матчах;
- по наибольшему числу забитых мячей во всех матчах.

При абсолютном равенстве всех указанных показателей места команд в таблице определяются путём проведения дополнительного матча между этими командами. Ранее порядок критериев в контексте их приоритета для определения мест был иным, так, при равенстве очков учитывалось прежде всего количество побед и только при их равенстве шло сравнение по другим показателям (порядок которых также был различным).
Команды клубов, занявшие 15-е и 16-е места в итоговой турнирной таблице чемпионата, напрямую выбывают в Первую лигу. Команды, занявшие 13-е и 14-е места, играют по два переходных матча (дома и в гостях) с командами — участниками Первой лиги, занявшими соответственно четвёртое и третье места.
Победителем переходных матчей признаётся команда, которая забьёт большее количество голов в двух матчах, а при равенстве забитых голов — команда, забившая большее количество голов на чужом поле. В случае, если команды забьют равное количество голов на своём и чужом поле, то после второго матча назначаются два дополнительных тайма по 15 минут каждый, без перерыва. Если в течение дополнительного времени обе команды забьют равное количество голов, то победителем будет команда, играющая в этом Матче на чужом поле (в гостях). Если в течение дополнительного времени голы не будут забиты, то победитель будет определён с помощью ударов с 11-метровой отметки в соответствии с правилами игры.
Клубы, занявшие первое и второе места в турнирной таблице по итогам первенства России по футболу среди команд клубов национальной лиги, а также победители переходных матчей получают право выступать в следующем сезоне чемпионата России.
Команды, проигравшие по итогам переходных матчей текущего сезона, выступают в следующем сезоне в Первой лиге. Даты начала и окончания турнира постоянно изменяются и определяются ответственными органами. Зимний перерыв согласно формату турнира начинается в 10-х числах декабря. Соответственно, с отдыха команды выходят в начале марта, после чего играют вплоть до конца мая. В течение осеннего отрезка чемпионата соперники проводят большую часть матчей, при этом несколько раз отправляясь на перерыв из-за международных матчей.

#### Участие в еврокубках
Количество команд формируется в соответствии с местом в таблице коэффициентов УЕФА.
До 2022 года футбольная ассоциация России получала (на сезон-2021/22) две путёвки в Лигу чемпионов. Победитель премьер-лиги получал прямую путёвку в групповой этап, а вице-чемпион присоединялся к турниру на стадии третьего квалификационного раунда. Третья и четвёртая команды чемпионата отправлялись в квалификацию в Лигу конференций. Путёвку в Лигу Европы получал обладатель Кубка России. В случае если эта команда занимала место с первое по второе, путёвка в раунд плей-офф передавалась третьей команде чемпионата, при этом пятая команда лиги отправлялась в Лигу конференций.
С 28 февраля 2022 года Россия исключена из турниров УЕФА на неопределённый срок.

### Лимит на иностранных футболистов
Впервые проблема лимита на легионеров была поднята в стране ещё в 1912 году. Тогда образованный Всероссийский футбольный союз в преддверии старта единого чемпионата империи принял решение ограничить количество англичан в составах команд до трёх человек.
В советские времена отечественный футбол обходился без иностранцев. Лишь в 1989 году президиум федерации футбола СССР официально разрешил клубам заявлять двух иностранных футболистов, оставив за собой право принимать окончательное решение исходя из интересов отечественного футбола. Первым иностранцем в чемпионате СССР стал болгарин Теньо Минчев, перебравшийся из Стара-Загоры в Куйбышев. С распадом СССР основной поток футбольных легионеров шёл в Россию преимущественно из бывших союзных республик — прежде всего, с Украины и из Белоруссии. При этом процент иностранцев рос высокими темпами: если в 1994 году в клубах высшей лиги было заявлено 36 легионеров, в 1995 — 49, то в 1996 — уже 83, в 1997—112.
В 1999 году РФС принял решение ввести лимит на иностранцев в первом и втором дивизионах: до пяти и трёх человек соответственно. Однако, высшего дивизиона эти изменения не коснулись. Впервые лимит на иностранцев ввели в высшем футбольном дивизионе страны в 2005 году — по новым правилам одновременно на поле во время матча не должно было находиться более 5 футболистов с иностранным паспортом. В том же 2005 году в 21-м туре московское «Динамо» под руководством Иво Вортмана вышло на игру против «Москвы» Леонида Слуцкого без единого россиянина в составе. Тот матч динамовцы проиграли 1:2, а дубль в составе «горожан» оформил россиянин Дмитрий Кириченко. Футболисты, сыгравшие десять и более матчей за сборные, к легионерам не приравнивались; уже в следующем сезоне правило об играх за сборные было отменено.
В 2006 году на поле одновременно должно было быть не более семи иностранцев (7+4). С сезона 2009 оно сократилось до шести человек (6+5), однако в 2012 году чемпионат вновь вернулся на правило 7+4 (главным инициатором данной идеи был новый на то момент президента РФС Виталия Мутко).
В июле 2015 года РФС ужесточил формулу, которая действовала до лета 2020 года: не более 6 иностранцев одновременно на поле и 5 человек с российским паспортом.
Начиная с сезона 2020/2021 вступили в действие изменения регламента касательно лимита на легионеров: максимальное количество заявленных человек не должно превышать 25, среди них не должно быть более 8 легионеров, а оставшиеся 17 человек должны иметь российское гражданство; исключением являются футболисты из государств-членов Евразийского экономического союза (Армения, Казахстан, Кыргызстан) и Союзного государства, образованного Российской Федерацией и Белоруссией, они легионерами не считаются.

## Спонсоры
В 1995—1997 годах компания Stimorol была титульным спонсором чемпионата России. Спонсор за 9 миллионов долларов получал: изображение торговой марки на официальном логотипе чемпионата, наибольшее количество рекламных щитов на всех матчах турнира, определённые льготы при телерекламе в матчах. Контракт был заключён на три года. В 1997 году «Pepsi» стала спонсором чемпионата.
С 2006 по 2011 год титульным спонсором РФПЛ была страховая компания «Росгосстрах». Тогда был заключён пятилетний контракт на 50 млн долларов. Из этих средств 85 % выделялись командам премьер-лиги и второго дивизиона, 15 % направлялись на поддержку детско-юношеских школ. С января 2011 года титульным спонсором была страховая группа «Согаз». Контракт между организацией и лигой был рассчитан на 4 года, за которые «СОГАЗ» выплатила 60 миллионов долларов. 17 сентября 2015 года компания «Росгосстрах» и РФПЛ заключили трёхлетнее спонсорское соглашение. Логотип компании был размещён на футболках игроков и на всех стадионах, где проводились матчи премьер-лиги и молодёжного первенства России по футболу. Помимо этого к официальному наименованию и логотипу чемпионата России добавилась надпись «Росгосстрах». Летом 2018 года страховая компания приняла решение не продлевать контракт на титульное спонсорство.
- 1995—1997: Stimorol[30] (Стиморол чемпионат России)
- 1997—2000: Pepsi[31] (Пепси чемпионат России)[28]
- 2006—2010: Росгосстрах (РОСГОССТРАХ чемпионат России)[28]
- 2011—2015: СОГАЗ (СОГАЗ чемпионат России)
- 2015—2018: Росгосстрах (РОСГОССТРАХ чемпионат России)
- 2020—2022: Тинькофф банк[32][33] (Тинькофф Российская Премьер-Лига)
- С 2022: Платёжная система Мир (Мир Российская Премьер-Лига)

В июле 2017 года компания Nike стала техническим спонсором Премьер-лиги. В частности, американский производитель стал производить мячи для матчей чемпионата.

## Финансы
Осенью 2015 года телеправа на показ матчей чемпионата России на три года получил федеральный спортивный канал «Матч ТВ», созданный по инициативе президента Российской Федерации, однако бурного роста доходов лиги в этой связи не случилось. Финансовые условия актуальной сделки — 1,98 млрд рублей за сезон, полмиллиона из них расходуются на производство контента. Таким образом на внутреннем рынке лига зарабатывает около 23 млн евро в год. По итогам 2016 года доходы клубов лиги впервые за пять лет превысили расходы. Суммарная прибыль членов лиги — 3,2 млрд рублей. Суммарный убыток четырёх предыдущих лет — 24,7 млрд рублей. Структура доходов клубов значительно отличается от структуры доходов европейских лиг.
В России стоимость прав на трансляцию матчей относительно невысока. Российские клубы компенсируют недобор за счёт спонсоров и целевых поступлений. По итогам 2016 года, права на трансляцию принесли клубам всего 3,5 % всех доходов, а спонсорские и другие коммерческие доходы — 44 %. Суммарная выручка клубов в сезоне 2016/17 составила 1,96 млрд рублей. Почти половину приносят билеты на игры чемпионата России, а более четверти — абонементы. 17 января 2018 года в годовом отчёте УЕФА Россия располагалась на 14-м месте по доход клубов от продажи телеправ. Продажа телеправ покрывает лишь 4 % бюджетов российских клубов, это наименьшее значение среди 20 ведущих футбольных чемпионатов.
От продажи телеправ на футбольный ТВ-рынок лига получает примерно 1,6 миллиарда рублей за каждый сезон. Это 25 млн долларов на всех, или по полтора миллиона долларов на каждого. По состоянию на сезон 2021/2022 в РПЛ сейчас есть только три команды, которые принадлежат частным лицам. Это «Спартак», которым владеет вице-президент «ЛУКОЙЛа» Леонид Федун, хозяин «Краснодара» — основатель сети магазинов «Магнит» в России Сергей Галицкий и владелец «Сочи» Борис Ротенберг. Ещё четыре команды — «Динамо», «Зенит», «Локомотив» и ЦСКА — находятся под финансированием госкорпораций — ВТБ, «Газпрома», РЖД и ВЭБ.РФ соответственно. Остальные футбольные клубы находятся на дотации своих регионов.
В 2024 году чистая прибыль РПЛ на 16,3 млн рублей превысила показатель 2023 года и составила 47,1 млн рублей. Выручка лиги выросла до 714 млн рублей (+169,5 млн рублей годом ранее), доходы от рекламы — до 656,4 млн рублей (+203,6 млн рублей к данным прошлого года). При этом доходы от организации матчей за год упали на 32,2 млн — до 36,2 млн рублей.

### Трансляции на ТВ
В 1995 году канал РТР стал показывать по одному матчу из тура в прямом эфире (до этого трансляции не носили регулярного характера). В дальнейшем игры чемпионата России транслировались также каналами ОРТ (затем «Первый канал»), НТВ, ТВЦ, «Культура», 7ТВ, отдельные матчи ФК «Зенит» показывались на Пятом канале (в том числе и в 1992 году — матч «Зенит» — «Асмарал», прошедший 1 апреля в СКК «Петербургский», стал первым матчем чемпионатов России, показанным Центральным телевидением) и 100ТВ (домашние — в прямом эфире, выездные — в записи). В 1996 году три игры были показаны телеканалом «Российские университеты». На стыке тысячелетий из-за разногласий по финансовым вопросам и отсутствия рейтинга возникали перебои в регулярности освещения чемпионата, с 2002 года основным вещателем федерального эфира, показывавшим по одной игре из каждого тура, стал телеканал «Россия» (бывшее название РТР), сменивший в этом качестве «Первый канал». В 2000 году все домашние матчи московского «Спартака» (в чемпионате и Кубке России) транслировал REN-TV, он же в 2002—2003 годах показал все домашние матчи «Сатурна-REN TV». С июня 2003 года, с запуском телеканала «Спорт», были показаны все матчи чемпионата России 2003. В последующее время матчи чемпионата России, помимо каналов ВГТРК «Россия-2» (бывший «Спорт») и «Спорт 2», также показывались и на каналах «НТВ-Плюс» (что было и раньше — в 1990-е годы), в том числе и на канале «Наш футбол». С созданием субхолдинга «Матч!» права на показ матчей и обзорных передач полностью перешли к нему. Все игры чемпионата России показывает «Матч Премьер» (с 2006 года все матчи транслировал «Наш футбол»), некоторые матчи выборочно транслируются на «Матч ТВ», причём с сезона-2018/19 центральные игры на «Матч ТВ» не показываются.
С 2012[уточнить] года матчи тура РФПЛ стараются разводить, и в выходные (и праздничные) дни разводятся по времени, как правило с получасовым интервалом между окончанием одного матча и началом следующего.
С 2015[уточнить] года на канале «Наш Футбол»/«Матч Премьер» (с 2018 года — на «Матч ТВ») показывается онлайн-перекличка всех матчей заключительного тура, проходящих в одно время.
Стыковые матчи между командами РФПЛ и ФНЛ в 2012 и 2013 годах показывались на телеканале «Россия-2», с 2014 года — на телеканале «Наш Футбол»/«Матч Премьер» (при этом в 2014 году были показаны 3 из 4 матчей, а первый матч между московским «Торпедо» и «Крыльями Советов» был показан только на канале самарской команды в YouTube, в 2016 году ответный матч между «Анжи» и «Волгарём» был показан на телеканале «Матч ТВ»).
В 2016 году руководством Лиги было объявлено о то, что все 240 матчей РФПЛ сезона-2016/17 (помимо трансляций на телеканале «Наш Футбол») будут доступны на портале Sportbox.ru для бесплатного просмотра (в свободном доступе) в качестве 360p, однако по ходу чемпионата было принято решение изъять матчи, трансляции которых проходили не на федеральном телеканале «Матч ТВ», а на ТК «Наш Футбол», из свободного доступа даже в низком качестве. В рамках новой стратегии, направленной на извлечение прибыли от трансляций, происходит уменьшение показа центральных матчей на общедоступном канале, в то время как в 2016—2017 годах на «Матч ТВ» наоборот показывалось большое количество матчей (до шести в туре) в ущерб платным тематическим каналам холдинга «Матч».
Некоторые региональные телекомпании покупают права на трансляции и транслируют матчи своих команд в своём эфире.

## Стадионы
2 декабря 2010 года Россия получила право проведения чемпионата мира по футболу 2018 года. К турниру построили и реконструировали 11 футбольных стадионов. Согласно требованиям ФИФА, все российские арены оснащены натуральными газонами и ярусом VIP-трибун; трибуны полностью спрятаны под крышей, а чаши стадионов обеспечивают 100 % видимость поля с любой точки. «Лужники», «Ак Барс Арену» и «Екатеринбург Арену» оборудовали огромными медиа-экранами, стадион «Газпром Арена», обзавёлся уникальным выкатным полем, «Волгоград Арену» снабдили самой большой в России вантовой крышей. У стадиона «Солидарность Самара Арена» купол из металлоконструкций, похожий на космический объект, который превышает в диаметре 300 м — больше, чем у «Лужников». Данные о вместимости указаны согласно официальному сайту Российской премьер-лиги. Список стадионов отсортирован по вместимости.
| Зенит (СПб)           | Сочи                 | Ростов                      | Спартак (Москва)            |
| --------------------- | -------------------- | --------------------------- | --------------------------- |
| «Газпром Арена»       | «Фишт»               | «Ростов Арена»              | «Лукойл Арена»              |
| Вместимость: 60 177   | Вместимость: 45 994  | Вместимость: 45 415         | Вместимость: 44 897         |
|                       |                      |                             |                             |
|                       |                      |                             |                             |
| Рубин (Казань)        | Пари Нижний Новгород | Акрон (Тольятти)            | Крылья Советов (Самара)     |
| «Ак Барс Арена»       | «Совкомбанк Арена»   | «Солидарность Самара Арена» | «Солидарность Самара Арена» |
| Вместимость: 43 284   | Вместимость: 42 532  | Вместимость: 42 389         | Вместимость: 42 389         |
|                       |                      |                             |                             |
|                       |                      |                             |                             |
| Балтика (Калининград) | Краснодар            | Ахмат (Грозный)             | ЦСКА (Москва)               |
| «Ростех Арена»        | «Ozon Арена»         | «Ахмат Арена»               | «ВЭБ Арена»                 |
| Вместимость: 33 399   | Вместимость: 33 000  | Вместимость: 30 000         | Вместимость: 29 071         |
|                       |                      |                             |                             |
|                       |                      |                             |                             |
| Локомотив (Москва)    | Динамо (Махачкала)   | Динамо (Москва)             | Оренбург                    |
| «РЖД Арена»           | «Анжи Арена»         | «ВТБ Арена»                 | «Газовик»                   |
| Вместимость: 27 084   | Вместимость: 26 364  | Вместимость: 25 712         | Вместимость: 10 046         |
|                       |                      |                             |                             |

## Посещаемость
Средняя посещаемость премьер-лиги сезона 2024/25 стала лучшей за пять прошедших лет. Каждый матч собирал в среднем по 12 155 болельщика. Рекорд по средней посещаемости матчей установлен в сезоне 2018/19, она составила 16 817 человек за игру. Предыдущий рекорд был установлен в предыдущем сезоне 2017/18, когда на матчи российского первенства в среднем приходили 13 971 болельщиков.
| Сезон     | Общая посещаемость | Игр | В среднем | Изменения | Самая высокая | Команда       | Количество клубов |
| --------- | ------------------ | --- | --------- | --------- | ------------- | ------------- | ----------------- |
| 2008      | 3 009 451          | 240 | 12 914    | 201       | 20 811        | «Зенит»       | 16                |
| 2009      | 2 872 733          | 240 | 11 970    | 944       | 23 520        | «Спартак» (М) | 16                |
| 2010      | 2 901 851          | 240 | 12 091    | 121       | 21 357        | «Спартак» (М) | 16                |
| 2011/2012 | 4 542 505          | 356 | 12 905    | 814       | 20 877        | «Кубань»      | 16                |
| 2012/2013 | 3 126 393          | 240 | 13 027    | 122       | 20 934        | «Кубань»      | 16                |
| 2013/2014 | 2 759 684          | 240 | 11 499    | 1528      | 18 952        | «Зенит»       | 16                |
| 2014/2015 | 2 436 299          | 240 | 10 151    | 1348      | 24 698        | «Спартак» (М) | 16                |
| 2015/2016 | 2 561 932          | 240 | 10 675    | 524       | 25 178        | «Спартак» (М) | 16                |
| 2016/2017 | 2 739 516          | 240 | 11 415    | 740       | 32 760        | «Спартак» (М) | 16                |
| 2017/2018 | 3 353 024          | 240 | 13 971    | 2556      | 43 962        | «Зенит»       | 16                |
| 2018/2019 | 4 036 196          | 240 | 16 817    | 2846      | 48 244        | «Зенит»       | 16                |
| 2019/2020 | 3 219 952          | 233 | 13 820    | 2997      | 39 430        | «Зенит»       | 16                |
| 2020/2021 | 1 878 441          | 229 | 8203      | 5617      | 19 726        | «Зенит»       | 16                |
| 2021/2022 | 1 703 127          | 240 | 7096      | 1107      | 20 401        | «Зенит»       | 16                |
| 2022/2023 | 2 262 312          | 240 | 9426      | 2330      | 30 693        | «Зенит»       | 16                |
| 2023/2024 | 2 678 879          | 240 | 11 162    | 1736      | 28 158        | «Зенит»       | 16                |
| 2024/2025 | 2 905 075          | 240 | 12 155    | 993       | 35 691        | «Зенит»       | 16                |

## Призёры

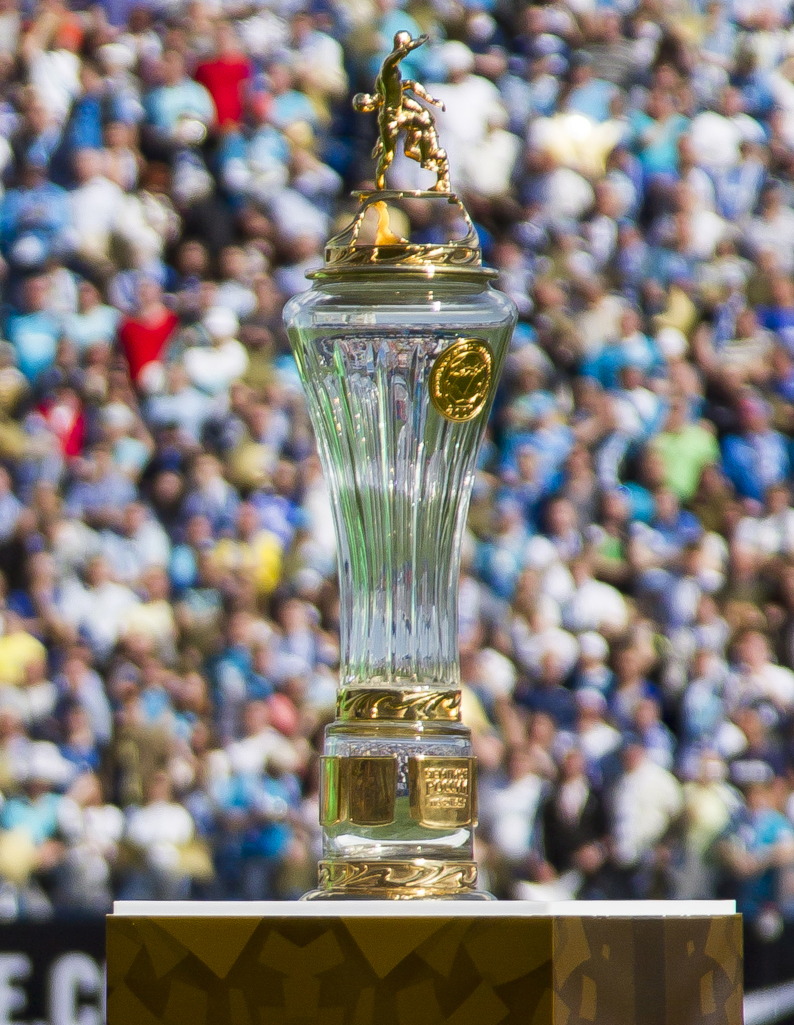
Чемпионский кубок (2015—2019)

| Номер | Сезон   | 1-е место                    | 2-е место               | 3-е место               |
| ----- | ------- | ---------------------------- | ----------------------- | ----------------------- |
| 33    | 2024/25 | Краснодар                    | Зенит (СПб)             | ЦСКА (Москва)           |
| 32    | 2023/24 | Зенит (СПб)                  | Краснодар               | Динамо (Москва)         |
| 31    | 2022/23 | Зенит (СПб)                  | ЦСКА (Москва)           | Спартак (Москва)        |
| 30    | 2021/22 | Зенит (СПб)                  | Сочи                    | Динамо (Москва)         |
| 29    | 2020/21 | Зенит (СПб)                  | Спартак (Москва)        | Локомотив (Москва)      |
| 28    | 2019/20 | Зенит (СПб)                  | Локомотив (Москва)      | Краснодар               |
| 27    | 2018/19 | Зенит (СПб)                  | Локомотив (Москва)      | Краснодар               |
| 26    | 2017/18 | Локомотив (Москва)           | ЦСКА (Москва)           | Спартак (Москва)        |
| 25    | 2016/17 | Спартак (Москва)             | ЦСКА (Москва)           | Зенит (СПб)             |
| 24    | 2015/16 | ЦСКА (Москва)                | Ростов (Ростов-на-Дону) | Зенит (СПб)             |
| 23    | 2014/15 | Зенит (СПб)                  | ЦСКА (Москва)           | Краснодар               |
| 22    | 2013/14 | ЦСКА (Москва)                | Зенит (СПб)             | Локомотив (Москва)      |
| 21    | 2012/13 | ЦСКА (Москва)                | Зенит (СПб)             | Анжи (Махачкала)        |
| 20    | 2011/12 | Зенит (СПб)                  | Спартак (Москва)        | ЦСКА (Москва)           |
| 19    | 2010    | Зенит (СПб)                  | ЦСКА (Москва)           | Рубин (Казань)          |
| 18    | 2009    | Рубин (Казань)               | Спартак (Москва)        | Зенит (СПб)             |
| 17    | 2008    | Рубин (Казань)               | ЦСКА (Москва)           | Динамо (Москва)         |
| 16    | 2007    | Зенит (СПб)                  | Спартак (Москва)        | ЦСКА (Москва)           |
| 15    | 2006    | ЦСКА (Москва)                | Спартак (Москва)        | Локомотив (Москва)      |
| 14    | 2005    | ЦСКА (Москва)                | Спартак (Москва)        | Локомотив (Москва)      |
| 13    | 2004    | Локомотив (Москва)           | ЦСКА (Москва)           | Крылья Советов (Самара) |
| 12    | 2003    | ЦСКА (Москва)                | Зенит (СПб)             | Рубин (Казань)          |
| 11    | 2002    | Локомотив (Москва)           | ЦСКА (Москва)           | Спартак (Москва)        |
| 10    | 2001    | Спартак (Москва)             | Локомотив (Москва)      | Зенит (СПб)             |
| 9     | 2000    | Спартак (Москва)             | Локомотив (Москва)      | Торпедо (Москва)        |
| 8     | 1999    | Спартак (Москва)             | Локомотив (Москва)      | ЦСКА (Москва)           |
| 7     | 1998    | Спартак (Москва)             | ЦСКА (Москва)           | Локомотив (Москва)      |
| 6     | 1997    | Спартак (Москва)             | Ротор (Волгоград)       | Динамо (Москва)         |
| 5     | 1996    | Спартак (Москва)             | Алания (Владикавказ)    | Ротор (Волгоград)       |
| 4     | 1995    | Спартак-Алания (Владикавказ) | Локомотив (Москва)      | Спартак (Москва)        |
| 3     | 1994    | Спартак (Москва)             | Динамо (Москва)         | Локомотив (Москва)      |
| 2     | 1993    | Спартак (Москва)             | Ротор (Волгоград)       | Динамо (Москва)         |
| 1     | 1992    | Спартак (Москва)             | Спартак (Владикавказ)   | Динамо (Москва)         |

## Достижения

### Медали
|    | Клуб               | Золото | Серебро | Бронза | Всего медалей |
| -- | ------------------ | ------ | ------- | ------ | ------------- |
| 1  | Спартак (Москва)   | 10     | 6       | 4      | 20            |
| 2  | Зенит              | 10     | 4       | 4      | 18            |
| 3  | ЦСКА               | 6      | 9       | 4      | 19            |
| 4  | Локомотив (Москва) | 3      | 6       | 6      | 15            |
| 5  | Рубин              | 2      | -       | 2      | 4             |
| 6  | Краснодар          | 1      | 1       | 3      | 5             |
| 7  | Алания             | 1      | 2       | -      | 3             |
| 8  | Ротор              | -      | 2       | 1      | 3             |
| 9  | Динамо (Москва)    | -      | 1       | 6      | 7             |
| 10 | Ростов             | -      | 1       | -      | 1             |
| 10 | Сочи               | -      | 1       | -      | 1             |
| 12 | Торпедо (Москва)   | -      | -       | 1      | 1             |
| 12 | Анжи               | -      | -       | 1      | 1             |
| 12 | Крылья Советов     | -      | -       | 1      | 1             |

### По клубам
| Побед | Клуб                         | Чемпионские сезоны                                                                 |
| ----- | ---------------------------- | ---------------------------------------------------------------------------------- |
| 10    | Спартак (Москва)             | 1992, 1993, 1994, 1996, 1997, 1998, 1999, 2000, 2001, 2016/17                      |
| 10    | Зенит (СПб)                  | 2007, 2010, 2011/12, 2014/15, 2018/19, 2019/20, 2020/21, 2021/22, 2022/23, 2023/24 |
| 6     | ЦСКА (Москва)                | 2003, 2005, 2006, 2012/13, 2013/14, 2015/16                                        |
| 3     | Локомотив (Москва)           | 2002, 2004, 2017/18                                                                |
| 2     | Рубин (Казань)               | 2008, 2009                                                                         |
| 1     | Спартак-Алания (Владикавказ) | 1995                                                                               |
| 1     | Краснодар                    | 2024/25                                                                            |

### По городам
| Побед | Город           | Команда                  |
| ----- | --------------- | ------------------------ |
| 19    | Москва          | Спартак, ЦСКА, Локомотив |
| 10    | Санкт-Петербург | Зенит                    |
| 2     | Казань          | Рубин                    |
| 1     | Владикавказ     | Спартак-Алания           |
| 1     | Краснодар       | Краснодар                |

### По игрокам
| Побед | Игрок                                        | Годы                                                 |
| ----- | -------------------------------------------- | ---------------------------------------------------- |
| 9     | Дмитрий Ананко («Спартак»)                   | 1992, 1993, 1994, 1996, 1997, 1998, 1999, 2000, 2001 |
| 8     | Андрей Тихонов («Спартак»)                   | 1992, 1993, 1994, 1996, 1997, 1998, 1999, 2000       |
| 7     | Дмитрий Хлестов («Спартак»)                  | 1992, 1993, 1994, 1997, 1998, 1999, 2000             |
| 7     | Михаил Кержаков («Зенит»)                    | 2007, 2019, 2020, 2021, 2022, 2023, 2024             |
| 6     | Илья Цымбаларь («Спартак»)                   | 1993, 1994, 1996, 1997, 1998, 1999                   |
| 6     | Валерий Кечинов («Спартак»)                  | 1993, 1994, 1996, 1997, 1999, 2000                   |
| 6     | Егор Титов («Спартак»)                       | 1996, 1997, 1998, 1999, 2000, 2001                   |
| 6     | Сергей Игнашевич («Локомотив» — 1, ЦСКА — 5) | 2002, 2005, 2006, 2013, 2014, 2016                   |
| 6     | Игорь Акинфеев (ЦСКА)                        | 2003, 2005, 2006, 2013, 2014, 2016                   |
| 6     | Алексей Березуцкий (ЦСКА)                    | 2003, 2005, 2006, 2013, 2014, 2016                   |
| 6     | Василий Березуцкий (ЦСКА)                    | 2003, 2005, 2006, 2013, 2014, 2016                   |
| 6     | Вячеслав Караваев (ЦСКА — 1, «Зенит» — 5)    | 2013, 2020, 2021, 2022, 2023, 2024                   |
| 6     | Вильмар Барриос («Зенит»)                    | 2019, 2020, 2021, 2022, 2023, 2024                   |
| 6     | Александр Ерохин («Зенит»)                   | 2019, 2020, 2021, 2022, 2023, 2024                   |

### По тренерам
| Побед | Тренер                                           | Годы                                           |
| ----- | ------------------------------------------------ | ---------------------------------------------- |
| 8     | Олег Романцев («Спартак»)                        | 1992, 1993, 1994, 1997, 1998, 1999, 2000, 2001 |
| 6     | Сергей Семак («Зенит»)                           | 2019, 2020, 2021, 2022, 2023, 2024             |
| 4     | Валерий Газзаев («Спартак-Алания» — 1, ЦСКА — 3) | 1995, 2003, 2005, 2006                         |
| 3     | Леонид Слуцкий (ЦСКА)                            | 2013, 2014, 2016                               |
| 3     | Юрий Сёмин («Локомотив»)                         | 2002, 2004, 2018                               |
| 2     | Курбан Бердыев («Рубин»)                         | 2008, 2009                                     |
| 2     | Лучано Спаллетти («Зенит»)                       | 2010, 2012                                     |
| 1     | Георгий Ярцев («Спартак»)                        | 1996                                           |
| 1     | Дик Адвокат («Зенит»)                            | 2007                                           |
| 1     | Андре Виллаш-Боаш («Зенит»)                      | 2015                                           |
| 1     | Массимо Каррера («Спартак»)                      | 2017                                           |
| 1     | Мурад Мусаев («Краснодар»)                       | 2025                                           |

## Клубы-участники премьер-лиги в сезоне 2025/26
Следующие 16 клубов принимают участие в Премьер-лиге сезона 2025/26:
| Клуб                  | Место по итогам сезона 2024/25 | Первый сезон в премьер-лиге | Количество сезонов в премьер-лиге | Количество титулов в премьер-лиге | Последнее чемпионство |
| --------------------- | ------------------------------ | --------------------------- | --------------------------------- | --------------------------------- | --------------------- |
| Акронa                | 9-е                            | 2024/25                     | 2                                 | 0                                 | —                     |
| Ахмат                 | 14-е                           | 2005                        | 19                                | 0                                 | —                     |
| Балтика               | 1-е (в Первой лиге)            | 1996                        | 5                                 | 0                                 | —                     |
| Динамо (Мх)a          | 11-е                           | 2024/25                     | 2                                 | 0                                 | —                     |
| Динамо (Мск)          | 5-е                            | 1992                        | 33                                | 0                                 | —                     |
| Зенит                 | 2-е                            | 1992                        | 31                                | 10                                | 2023/24               |
| Краснодарa            | 1-е                            | 2011/12                     | 15                                | 1                                 | 2024/25               |
| Крылья Советов        | 10-е                           | 1992                        | 31                                | 0                                 | —                     |
| Локомотивab           | 6-е                            | 1992                        | 34                                | 3                                 | 2017/18               |
| Пари Нижний Новгородa | 13-е                           | 2020/21                     | 5                                 | 0                                 | —                     |
| Ростов                | 8-е                            | 1992                        | 32                                | 0                                 | —                     |
| Рубин                 | 7-е                            | 2003                        | 22                                | 2                                 | 2009                  |
| Сочи                  | 5-е (в Первой лиге)            | 2019/20                     | 6                                 | 0                                 | —                     |
| Спартакab             | 4-е                            | 1992                        | 34                                | 10                                | 2016/17               |
| Оренбург              | 15-е                           | 2016/17                     | 7                                 | 0                                 | —                     |
| ЦСКАab                | 3-е                            | 1992                        | 34                                | 6                                 | 2015/16               |

a = Никогда не вылетали из Высшего дивизиона / премьер-лиги
b = Во всех чемпионатах России играли в Высшем дивизионе / премьер-лиге

## Индивидуальные рекордсмены

### Игроки с наибольшим количеством матчей
| Место                         | Игрок              | Матчи | Период                          | Клубы                                                                              |
| ----------------------------- | ------------------ | ----- | ------------------------------- | ---------------------------------------------------------------------------------- |
| 01                            | Игорь Акинфеев     | 601   | 2003—                           | ЦСКА                                                                               |
| 02                            | Сергей Игнашевич   | 489   | 1999—2018                       | Крылья Советов, Локомотив (Москва), ЦСКА                                           |
| 03                            | Сергей Семак       | 456   | 1993—2004, 2006—2013            | Асмарал, ЦСКА, Москва, Рубин, Зенит                                                |
| 04                            | Дмитрий Лоськов    | 453   | 1992—1993, 1995—2012, 2017      | Ростсельмаш, Локомотив (Москва), Сатурн                                            |
| 05                            | Артём Дзюба        | 449   | 2006—2022, 2023—                | Спартак (Москва), Томь, Ростов, Зенит, Арсенал, Локомотив (Москва), Акрон          |
| 06                            | Игорь Семшов       | 433   | 1996—2014                       | ЦСКА, Торпедо (Москва), Динамо (Москва), Зенит, Крылья Советов                     |
| 07                            | Василий Березуцкий | 402   | 2001—2018                       | Торпедо-ЗИЛ, ЦСКА                                                                  |
| 08                            | Олег Иванов        | 398   | 2004, 2007—2022, 2023—          | Спартак (Москва), Кубань, Крылья Советов, Ростов, Терек / Ахмат, Уфа, Рубин        |
| 09                            | Руслан Аджинджал   | 397   | 1996—1998, 2001—2003, 2005—2015 | Балтика, Торпедо-ЗИЛ, Уралан, Терек, Луч-Энергия, Крылья Советов, Волга, Краснодар |
| 010                           | Игорь Лебеденко    | 394   | 2002—2017, 2022—2023            | Торпедо (Москва), Локомотив (Москва), Сатурн, Ростов, Рубин, Терек                 |
| По состоянию: 17 августа 2025 |                    |       |                                 |                                                                                    |

### Лучшие бомбардиры чемпионата
| Место                         | Игрок              | Голы         | Период                          | Клубы                                                                     |
| ----------------------------- | ------------------ | ------------ | ------------------------------- | ------------------------------------------------------------------------- |
| 01                            | Артём Дзюба        | 171 (Ø 0,38) | 2006—2022, 2023—                | Спартак (Москва), Томь, Ростов, Зенит, Арсенал, Локомотив (Москва), Акрон |
| 02                            | Олег Веретенников  | 143 (Ø 0,52) | 1992—1999, 2001—2002            | Ротор, Сокол                                                              |
| 03                            | Александр Кержаков | 139 (Ø 0,41) | 2001—2006, 2008—2015, 2016—2017 | Зенит, Динамо (Москва)                                                    |
| 04                            | Дмитрий Кириченко  | 129 (Ø 0,34) | 1998—2013                       | Ростсельмаш / Ростов, ЦСКА, Москва, Сатурн                                |
| 05                            | Дмитрий Лоськов    | 120 (Ø 0,26) | 1992—1993, 1995—2012, 2017      | Ростсельмаш, Локомотив (Москва), Сатурн                                   |
| 06                            | Фёдор Смолов       | 109 (Ø 0,32) | 2007—2010, 2011—2019, 2020—2025 | Динамо (Москва), Анжи, Урал, Краснодар, Локомотив (Москва)                |
| 07                            | Роман Павлюченко   | 104 (Ø 0,34) | 2000—2008, 2012—2017            | Ротор, Спартак (Москва), Локомотив (Москва), Кубань, Урал                 |
| 08                            | Сергей Семак       | 102 (Ø 0,22) | 1993—2004, 2006—2013            | Асмарал, ЦСКА, Москва, Рубин, Зенит                                       |
| 09—10                         | Андрей Тихонов     | 98 (Ø 0,28)  | 1992—2004, 2007—2008, 2011      | Спартак (Москва), Крылья Советов, Химки                                   |
| 09—10                         | Игорь Семшов       | 98 (Ø 0,23)  | 1996—2014                       | ЦСКА, Торпедо (Москва), Динамо (Москва), Зенит, Крылья Советов            |
| По состоянию: 17 августа 2025 |                    |              |                                 |                                                                           |

## Тренеры

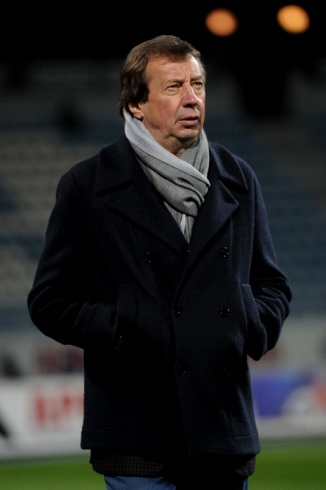
Юрий Сёмин возглавлял клубы Премьер-лиги дольше, чем кто-либо другой

Действующие тренеры клубов Премьер-лиги:
| Страна               | Имя                | Клуб                   | Назначен        | Находится в должности |
| -------------------- | ------------------ | ---------------------- | --------------- | --------------------- |
| Россия               | Сергей Семак       | «Зенит»                | 29 мая 2018     | 7 лет 80 дней         |
| Россия               | Михаил Галактионов | «Локомотив» (Москва)   | 13 ноября 2022  | 2 года 277 дней       |
| Таджикистан          | Рашид Рахимов      | «Рубин»                | 12 апреля 2023  | 2 года 127 дней       |
| Россия               | Заур Тедеев        | «Акрон»                | 7 декабря 2023  | 1 год 253 дня         |
| Испания              | Роберт Морено      | «Сочи»                 | 15 декабря 2023 | 1 год 245 дней        |
| Россия               | Хасанби Биджиев    | «Динамо» (Махачкала)   | 7 февраля 2024  | 1 год 191 день        |
| Россия               | Мурад Мусаев       | «Краснодар»            | 14 марта 2024   | 1 год 156 дней        |
| Сербия               | Деян Станкович     | «Спартак» (Москва)     | 19 июня 2024    | 1 год 59 дней         |
| Россия               | Андрей Талалаев    | «Балтика»              | 6 сентября 2024 | 345 дней              |
| Босния и Герцеговина | Владимир Слишкович | «Оренбург»             | 7 октября 2024  | 314 дней              |
| Испания              | Джонатан Альба     | «Ростов»               | 25 февраля 2025 | 173 дня               |
| Россия               | Магомед Адиев      | «Крылья Советов»       | 5 июня 2025     | 73 дня                |
| Россия               | Валерий Карпин     | «Динамо» (Москва)      | 13 июня 2025    | 65 дней               |
| Беларусь             | Алексей Шпилевский | «Пари Нижний Новгород» | 16 июня 2025    | 62 дня                |
| Швейцария            | Фабио Челестини    | ЦСКА (Москва)          | 20 июня 2025    | 58 дней               |
| Россия               | Станислав Черчесов | «Ахмат»                | 6 августа 2025  | 11 дней               |